# Terital
Terital ou Terilene, étaient les marques à travers lesquelles la société  Rhodiatoce, filiale de Montecatini vendait ses fibres polyester, produites sur le site de Casoria sous la forme de fil continu ou de fibranne. En général, les applications de tissage lainier opéraient un mélange avec de la laine à raison de 50 % et dans le système cotonnier de 65 % de fibres Terital et 35 % de coton. 
La société défendit vigoureusement durant des années le Terital, le considérant comme un produit de haute qualité, et y incorporera un fil de reconnaissance pour le distinguer des autres fibres polyester.
La marque vivra les aventures de Rhodiatoce quand, en 1966, elle sera reprise par le groupe Montedison. En 1972, elle connaîtra le regroupement de Rhodiatoce au sein de Montefibre et vit sa marque abandonnée et les fibres de polyester vendues sous la simple dénomination « Polyester Montefibre ».